# Nimrod (nave)
La Nimrod fu un veliero utilizzato per la caccia alle foche e successivamente scelto da Ernest Shackleton per la spedizione Nimrod in Antartide.

## La spedizione Nimrod

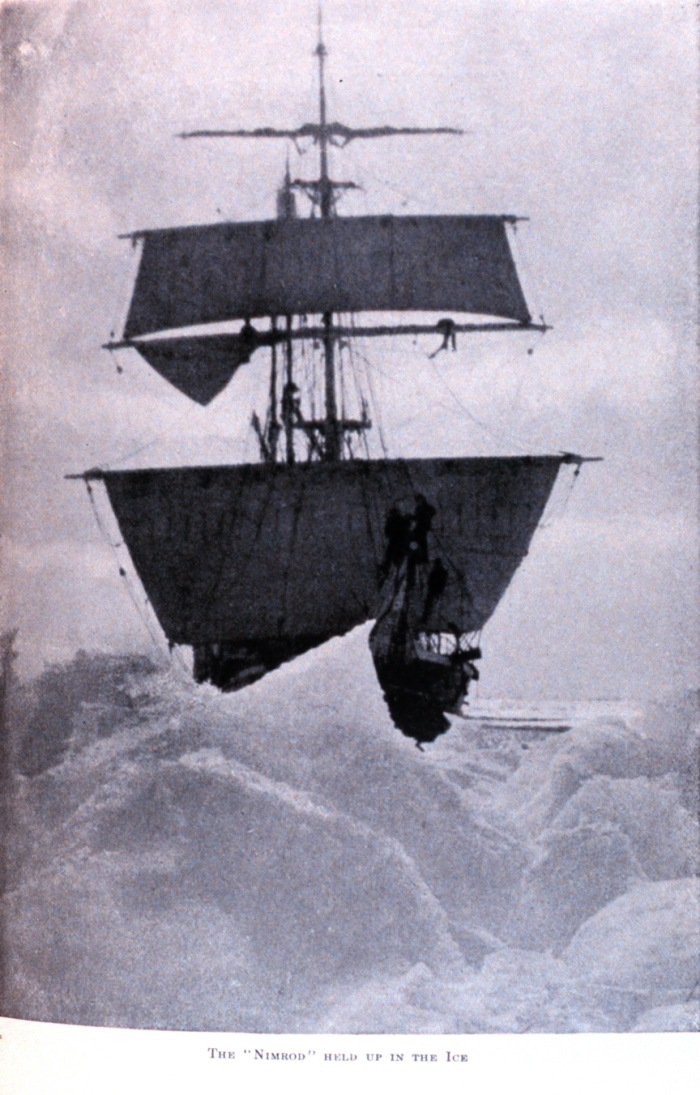
La Nimrod durante l'omonima spedizione in Antartide.

Acquistata dall'esploratore irlandese nel 1908 per 5 000 sterline venne riadattata come goletta e dotata di un motore ausiliario che comunque non gli permetteva una velocità superiore ai 6 nodi. Inoltre a causa della piccola stiva della nave, durante il viaggio dalla Nuova Zelanda all'Antartide la nave venne accompagnata dalla Koonya che funse da nave di appoggio per il rifornimento di carbone necessario al viaggio di ritorno.
Al termine della spedizione la nave venne venduta.
Diversi luoghi antartici sono intitolati alla Nimrod tra cui il ghiacciaio Nimrod.

## Capitani
La Nimrod venne inizialmente capitanata da Rupert England, ma Shackleton lo rimpiazzò dopo poco con Frederick Pryce Evans che comandò la nave nel viaggio di ritorno in Gran Bretagna del 1909.